# Pomp and Circumstance
Pomp and Circumstance March No. 1 är en marsch i D-dur för orkester som komponerades av Edward Elgar år 1901. 

## Inledning
Verkets titel, som är den första i en serie om fem, hämtade Elgar från Shakespeares skådespel Othello, akt 3. Det fick sitt uruppförande den 19 oktober 1901 i Liverpool under tonsättarens ledning. Vid samma konsert stod bland annat även en Pomp and Circumstance March No. 2 i a-moll på programmet.

## Hur stycket kom att få sin text
Efter att ha hört ett framförande av denna marsch, frågade sångerskan Clara Butt tonsättaren om han ville skriva något liknande för henne, vilket han gjorde. 
Elgar hade använt marschens triodel, med den melodi som senare kom att bli så älskad, som final till sin Coronation Ode. Odet var tänkt att framföras som en del i festligheterna i samband med kröningen av kung Edward VII. Dikten Land of Hope and Glory skrevs av Arthur Christopher Benson och Coronation Ode blev fullbordat 1902, men uruppförandet fick ställas in eftersom kungen insjuknade.
Ett musikförlag, Boosey, insåg då den försäljningspotential som den nya versionen med text hade och bad Elgar om en bearbetad version. Den framfördes den 21 juni 1902 av samma Clara Butt som tidigare hade efterfrågat ett verk av Elgar.
Pomp and Circumstance March No. 1 är idag för evigt förknippad med orden Land of Hope and Glory och har blivit något av en andra nationalsång i Storbritannien. 

## Därför framförsPomp and Circumstance March No. 1vid examensceremonier i USA
Yale University beslutade 1905 att ge Elgar ett hedersdoktorat. Elgar, som flera gånger tidigare hade fått erbjudanden om att dirigera egna verk i USA, hade till dess avböjt inbjudningarna och han anlände efter en sex dagar lång båtresa över Atlanten till New Haven, Connecticut. 
Dagen före den stora högtidsdagen hade den berömde tonsättaren fått en förfärlig huvudvärk men hunnit tillfriskna så pass att han kunde anlända till ceremonin med sin vän och amerikanske tillskyndare professorn Samuel Sanford. Det var förmodligen till en stor del dennes förtjänst att Elgar fick hedersdoktoratet.  
Ceremonin, där ett flertal utdrag ur Elgars verklista hade framförts, avslutades, efter det att hymnen Ein Feste Burg (Vår Gud är oss en väldig borg) av Martin Luther hade sjungits, med att gästerna tågade ut ur aulan till tonerna av Pomp and Circumstance March No. 1. 
Det intryck verket hade gjort på de församlade ledde till att många att andra prestigefyllda universitet i USA valde att spela stycket på sina högtidsdagar.
Vid mitten 1920-talet hade flera andra skolor, såsom colleges och high schools, börjat att framföra denna marsch vid sina examensceremonier. 